# De Korawa-expeditie
De Korawa-expeditie is een hoorspelserie van Roger Dixon. Der Dämon von Korawa werd vanaf 26 mei 1967 door de Westdeutscher Rundfunk uitgezonden. H. de Wolf vertaalde de serie en de AVRO zond ze uit vanaf dinsdag 1 december 1970 (met herhalingen vanaf dinsdag 4 maart 1980 en zondag 5 juli 1998). De regisseur was Dick van Putten.

## Delen
- Deel 1: De opdracht (duur: 45 minuten)
- Deel 2: De zonsverduistering (duur: 46 minuten)
- Deel 3: De catastrofe (duur: 43 minuten)
- Deel 4: Paul Garnet oppert een plan (duur: 46 minuten)

## Rolbezetting
- Joke Reitsma-Hagelen (een receptioniste)
- Hans Veerman (Paul Garnet)
- Gerrie Mantel (een secretaresse)
- Rob Geraerds (de krantenmagnaat Sir John Calverley)
- Jan Borkus (professor John Ross)
- Els Buitendijk (Penny Calverley)
- Frans Somers (de voorzitter)
- Kommer Kleijn (professor Monday)
- Huib Orizand (professor Summerhay)
- Hans Karsenbarg (Atkinson)
- Nel Snel (de hospita van Garnet)
- Frans Kokshoorn (een steward)

## Inhoud
Een mysterieus sterfgeval vormt de inleiding tot deze vierdelige avonturenreeks met sciencefictionelementen. Betreft het een ongeval of een misdaad? Deze vraag laat ook de reporter Paul Garnet niet los. Hij moet deelnemen aan een geologische expeditie die een diepteboring zal verrichten op Korawa, een eilandje in de Stille Oceaan. Professor Monday verzet zich ertegen, omdat hij een klimaats- en milieucatastrofe voorziet. Dat moet de verontruste man met zijn leven betalen. Een daaropvolgende aanslag op Garnet laat vermoeden, dat gewetenloze lieden op de achtergrond de riskante onderneming leiden.